# Puchberger Straße
Die Puchberger Straße ist eine ehemalige Bundesstraße, die im Bereich des Steinfeldes in Wiener Neustadt sowie den Bezirken Bezirk Wiener Neustadt-Land und Neunkirchen verläuft. Sie führt von Wiener Neustadt (Grazer Straße) auf einer Länge von 48 km über Puchberg am Schneeberg und Ternitz nach Neunkirchen zurück zur B 17.
Die Straße verläuft dabei zunächst von Wiener Neustadt über Weikersdorf, Saubersdorf, St. Egyden, Gerasdorf, Willendorf, Unterhöflein und Grünbach nach Puchberg. Dort macht die B 26 eine „Kehrtwende“ und verläuft durch das Tal der Sierning zur B 17. Dabei durchquert sie die Orte Ödenhof, Stixenstein, Sieding und St. Johann am Steinfelde, die alle zur Gemeinde Ternitz gehören, führt schließlich weiter nach Ternitz und mündet schließlich in Neunkirchen in die B 17 ein.

## Geschichte
Die Puchberg Straße von Oed über Puchberg bis Neunkirchen gehört zu den Straßen in Niederösterreich, die durch das Bundesgesetz vom 2. Juni 1954 zu Bundesstraßen erklärt wurden. Im Bundeshaushalt 1954 wurden 15.000.000 Schilling für den Ausbau dieser Straßen bereitgestellt.
Die Wiener Neustadt-Grünbacher Straße, die 1845 erbaut wurde, gehört seit dem 1. April 1959 zum Netz der Bundesstraßen in Österreich.
Der Teil der Puchberg Straße von Oed bis Puchberg wurde mit 1. Jänner 1971 als Bundesstraße aufgelassen, der restliche Teil mit der Wiener Neustadt-Grünbacher Straße zur neuen Puchberger Straße vereinigt.